# Alternativa (počítačová hra)
Alternativa je adventurní hra z roku 2010. Byla vytvořena českými studii First Reality a Centauri Production. Vydavatelem hry bylo IDEA Games. Hra vyšla v angličtině s českými titulky.

## Děj hry
Děj se odehrává v Praze roku 2045. V této době světu vládne Stát a dvě korporace – Endora a Theolex. Hráč se ujme role Richarda Ročka a na chvíli i jedné z dalších dvou postav, mezi kterými si vybere. Roček byl právě vyhozen z práce a přichází tak o identifikační kartu, tím ztrácí možnost cestovat nadzemní dráhou, opustit chudinskou čtvrť apod. Roček se poté rozhodne přidat k odboji proti systému a řeší smrt profesora Petrenka a jeho tajemný projekt.
Ve hře se objevují české reálie, například zpustošený obchodní dům Kotva, Náměstí Republiky, Letiště Václava Havla, nebo Kaplického blob při pohledu z okna. Navštívíme také Jižní Ameriku.

## Kritické přijetí
Hra obdržela většinou průměrná či mírně nadprůměrná hodnocení. Pochvalované bylo prostředí, ale kritizovaná byla průměrná grafika a nenápadité úkoly v průběhu hry. Hodnocení od českých recenzentů je přibližně 58%.